# Illuminati

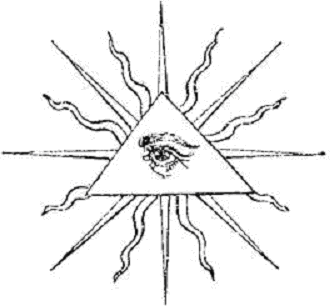
L'occhio della Provvidenza, uno dei simboli spesso associati agli illuminati (Vocabolario Araldico Ufficiale di Antonio Manno, Roma 1907)

Gli Illuminati (conosciuti anche come gli Illuminati di Baviera o più precisamente l'Ordine degli Illuminati) sono stati una società segreta nata in Baviera nel XVIII secolo.
Venne istituita a Ingolstadt (Germania) il 1º    Maggio del 1776 da Johann Adam Weishaupt (1748–1830) come alternativa alla Massoneria, assumendone una struttura analoga. Sebbene sia in dubbio l'attuale esistenza di tale società, essa è spesso menzionata nell'ambito delle teorie del complotto per indicare gruppi di potere in grado di esercitare pressioni segretamente. Secondo altre versioni, aspirerebbero al dominio del mondo mediante l'instaurazione di un nuovo ordine mondiale.

## Storia

### Predecessori e prodromi
Le origini antecedenti a Weishaupt possono essere trovate negli Alumbrados in Spagna e negli Illuminés in Francia. Questa affermazione è fatta sulla base della somiglianza nel nome o di presunti segreti occulti, ma di fatto non sussiste alcuna solida prova storica che attesti questo legame. Le pratiche mistiche di questi gruppi e il loro tentativo di unirsi a Dio, e infine l'affermazione - peraltro connaturata a ogni tipo di cammino iniziatico - che l'illuminazione poteva essere raggiunta durante la vita, li fanno certo assomigliare ai gruppi Illuminati successivi, ma le affermazioni che sostengono una connessione stretta con quelle organizzazioni successive restano a tutt'oggi indimostrate.

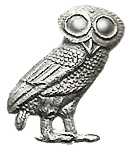
Un simbolo usato dagli Illuminati: la Civetta di Minerva

Vi sono anche altri antecedenti agli Illuminati di Baviera, che presentano una stessa matrice ideologica e che si possono considerare come precursori o come fonte di ispirazione per il pensiero di Weishaupt. Sicuramente certi aspetti dell'opera di Comenius, nome utilizzato da Johan Amos Komenský (1592-1670), sono strettamente legati al pensiero degli Illuminati. Comenius è noto come pedagogo, tuttavia la sua opera pedagogica è inseparabile dal resto del suo sistema, essenzialmente gnostico. Egli stesso lo riconosce quando afferma: "ciò che ho scritto in tema di gioventù, non l'ho scritto come pedagogo, ma come teologo" («Opera Didactica Omnia», IV, 27). Nella sua speculazione si ritrova la matrice mondialista, nella fattispecie l'ideale di un controllo gerarchico, unico e mondiale del sapere e dell'insegnamento.

### La fondazione

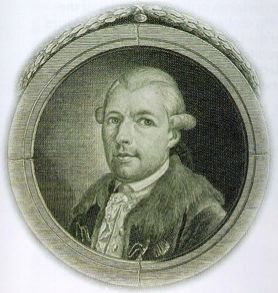
Adam Weishaupt

Molto si sa sulle vicende della prima fase di questa associazione, grazie soprattutto alla tesi di dottorato dello storico e germanista René Le Forestier (1868-1951), che ebbe accesso a parecchi documenti andati persi durante le due guerre mondiali.
La società degli Illuminati, il cui nome completo è Illuminati di Baviera, secondo la storiografia tradizionale, sarebbe nata nel 1776 ad opera di Johann Adam Weishaupt (1748-1830), professore di giurisprudenza all'Università di Ingolstadt, assieme agli studenti Anton von Massenhausen (1758-1815) e Max Merz (1758-1807).
Fondata inizialmente con il nome di "Ordine dei Perfettibili" (Bund der perfectbilisten), fu poi cambiato in "Ordine degli Illuminati" (Illuminatenorden).
La società si forma come alternativa alla nascente massoneria tedesca, pur mantenendo i caratteri di segretezza e divisione gerarchica su base iniziatica. Per aumentare il prestigio dell'associazione, le si attribuisce un finto passato storico, con un tono autocelebrativo. Ciascun membro assume un nome mitico, e viene creata una prima gerarchia. All'inizio i membri sono solo studenti universitari, con l'intento dichiarato di diffondere le opere dei Lumi all'interno di uno Stato, la Baviera, che proibiva gran parte di tali scritti. Inoltre si propongono di operare un perfezionamento morale dei loro membri, e di riunire la Germania, e poi l'Europa, per ottenere il ritorno allo "stato di natura", in cui gli uomini sarebbero vissuti in pace tra loro.
Adam Weishaupt, per esempio, sosteneva che «ogni uomo capace di trovare in se stesso la Luce Interiore [...] diventa eguale a Gesù, ossia Uomo-Re...». Apparentemente l'insegnamento segreto panteista che veniva impartito agli adepti asseriva che « [...] tutte le religioni si fondano sull'impostura e le chimere, che tutte finiscono per rendere l'uomo debole, strisciante e superstizioso, che tutto, nel mondo, è materia e che Dio e il mondo non sono che un'unica cosa». Weishaupt ancora aggiungeva che «per raggiungere la società ideale si deve passare, per parecchie generazioni, attraverso l'esperienza della società autoritaria». La società divenne più organizzata con l'affiliazione nel 1780 del barone Adolf von Knigge (1752-1796), il quale, conoscendo i rituali massonici, suggerì a Weishaupt una riorganizzazione della società.

### Le inchieste giudiziarie ed il declino

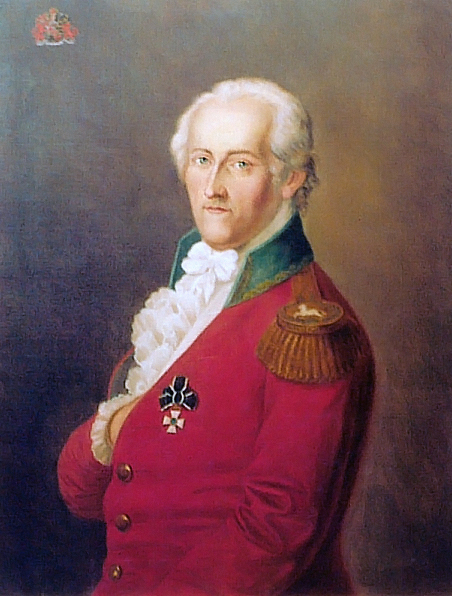
Adolph Freiherr Knigge

Il 22 giugno 1784, proprio quando la società segreta sembrava all'apice, gli Illuminati dovettero superare un periodo critico.
Il principe elettore di Baviera Carl Theodor pubblicò l'interdizione assoluta d'ogni comunità, società e confraternita segreta o non approvata dallo Stato". Molti frammassoni chiusero le logge ma gli Illuminati, che avevano membri alla Corte, continuarono in segreto. A complicare i piani della setta si era aggiunta anche la defezione di Knigge: Weishaupt lo condannava per la sua ossessione riguardo ai rituali occulti e Knigge accusava il capo di "tirannia" e "gesuitismo".
Knigge finì per lasciare l'ordine il 1º luglio del 1784. Nello stesso anno un professore di Monaco, Babo, scrisse ciò che conosceva degli Illuminati in un libro intitolato "Premier avis sur les francs-maçons" (1784). Nell'aprile del 1786, due ex-membri di basso livello della società, il prete Cosandey e l'abate Renner, professori di lettere a Monaco, furono chiamati a testimoniare per accertare aspetti contrari alla morale e alla religione. Allo stesso modo testimoniarono anche il consigliere aulico Utzschneider e l'accademico Grünberger.
I provvedimenti contro gli Illuminati però non furono efficaci: la setta aveva influenza anche nel Tribunale, e l'unica conseguenza fu la deposizione di Weishaupt dalla sua cattedra di professore ad Ingolstadt. Deposto dal suo ufficio, Weishaupt si era rifugiato a Ratisbona, più deciso che mai a proseguire i suoi piani. Tra i suoi seguaci c'era il prete Lanz (detto "Tamerlane"), che per curiosa fatalità morì colpito da un fulmine proprio mentre ricevette l'incarico di portare gli insegnamenti della setta in Slesia (fatto descritto nell'"Apologie des Illuminés"). L'incidente portò all'attenzione pubblica i piani della setta, i documenti segreti vennero recuperati da un ufficiale di Ratisbona e di conseguenza il principe Elettore della Baviera emise un nuovo bando a tutte le organizzazioni segrete, in particolare all'Ordine degli Illuminati e alla Loggia del Grande Oriente.
L'11 ottobre 1785, alcuni magistrati ispezionarono una casa a Landshut di proprietà di Xavier Zwack, consigliere aulico della reggenza dell'Ordine degli Illuminati e primo reclutatore di nuovi adepti della setta, nonché membro degli "Areopagiti", il consiglio superiore dell'Illuminismo. L'anno seguente venne perquisito il castello di Sanderstorf, di proprietà del barone Tommaso de Bassus "Hannibal". Queste ispezioni misero la giustizia in possesso di tutto l'archivio degli Illuminati. Il sequestro comprese anche dei biglietti, la maggior parte scritti da Massenhausen, consigliere a Monaco, in cui si trovavano delle ricette per comporre l'acqua tofana, per rendere malsana l'aria degli appartamenti, ecc., e una collezione di centotrenta sigilli di sovrani, signori, banchieri e le istruzioni per falsificare i mancanti.
Nel 1787 il principe Elettore di Baviera fece pubblicare della Corte di Monaco gli "Scritti originali dell'ordine e della setta degli Illuminati" con la seguente scritta sul frontespizio: "Coloro che avessero qualche dubbio sull'autenticità di questa collezione, non hanno che ad annunziarsi agli Archivi segreti di Monaco, dove si è dato l'ordine di mostrar loro le carte originali". Questi documenti sono stati riportati anche dall'abate francese Augustin Barruel nelle Memorie per la storia del giacobinismo (Mémoíres pour servir à l'histoire du Jacobinisme, 1796-1798). Sempre nel 1787 in Baviera venne posto l'editto definitivo con pena di morte contro gli Illuminati e il Grande Oriente. Nonostante la durezza della condanna, Weishaupt riuscì a sottrarsi alla giustizia rifugiandosi dal duca Ernesto II
e altri membri della setta al massimo furono esiliati.
In questo periodo Weishaupt, sotto lo pseudonimo di "Spartacus", pubblicò diversi libri sulla sua organizzazione. Il traduttore Johann Joachim Christoph Bode, che già era il primo referente della setta in Turingia, diventò il coordinatore degli Illuminati, anche se Weishaupt ne rimase il vero leader. Bode aveva contatti con la loggia Les Amis réunis, la loggia dei Philalèthes a Parigi. Nel 1787 Bode e il barone von dem Bussche parteciparono al convegno massonico dei Philalèthes. Secondo alcuni Weishaupt morì il 18 novembre del 1830, all'età di 82 anni, mentre altri lo indicano vivo almeno fino al 1840.

## Organizzazione
L'organizzazione dell'Ordine era simile a quella massonica, aveva struttura piramidale e diversi gradi di iniziazione a cui corrispondeva una consapevolezza progressiva dei segreti della setta e un maggiore potere. Solo gli adepti dei gradi superiori erano a conoscenza dell'ultimo scopo dell'Ordine, del vero Illuminismo; questi capi parlavano di questo scopo agli altri adepti, senza mai dire in che cosa consistesse. Un adepto poteva conoscere quelli della sua classe e quelli dei gradi inferiori; ma a meno che non avesse ricevuto dai superiori la commissione di direttore, di visitatore o di spia, tutti gli altri adepti erano per lui quello che essi chiamavano "invisibili".
Il passaggio ad un grado superiore richiedeva almeno un anno di prove da superare finché colui che seguiva l'adepto tracciava il "quibus licet", che conteneva tutte le indicazioni sufficienti per giudicare se l'adepto fosse degno o meno del passaggio di grado. Il quibus licet era suddiviso in colonne in cui erano riportati: connotati, carattere morale, religione, coscienza, studi favoriti, servigi che può rendere, amicizie, appartenenza ad altre società segrete, passioni dominanti, ricchezze e rendite, famiglia.
Le fasi di iniziazione erano suddivise in tre classi principali:
- i gradi inferiori del "Vivaio"
  - Fase preparatoria
  - Novizio
  - Minervale
  - Illuminato Minore
- i gradi classici tratti dalla "frammassoneria simbolica" del Rito Scozzese[senza fonte]
  - Apprendista
  - Confratello
  - Maestro
  - Illuminato maggiore (novizio scozzese)
  - Illuminato direttore (cavaliere scozzese)
- i gradi superiori dei "Misteri"[senza fonte]
  - Presbitero, Prete o Epopte
  - Principe o Reggente
  - Mago, Filosofo o Saggio
  - Re o Docente

Uno degli aspetti più innovativi della cosiddetta "massoneria illuminata" era l'aggiunta dei tre gradi inferiori a cui poteva accedere un gran numero di adepti, che in realtà non venivano iniziati sui veri segreti dell'Ordine, ma allo stesso tempo costituivano la parte più superficiale, visibile e strumentale dell'organizzazione stessa. L'apertura alla "gente comune" permise di influenzare la società in tutte le sue classi. Questa caratteristica diverrà una delle distinzioni principali tra la massoneria elitaria di tipo inglese e quella più popolare, che poi si identificò nella massoneria del Grande Oriente.

## Caratteristiche

### Appartenenze e usi
Gli Illuminati adottavano soprannomi iniziatici ispirati al neoclassicismo: Adam Weishaupt si faceva chiamare Spartacus. Anche ai luoghi vennero attribuiti dei soprannomi con lo stesso principio, per esempio: Monaco era Atene e diventò la sede principale dell'organizzazione, Ingolstadt era Eleusi, Heidelberg Utica, la Baviera Grecia, Francoforte Edessa, la Svevia Pannonia, Vienna Roma. Il nucleo iniziale degli adepti doveva essere di 12, in analogia a Cristo e ai suoi apostoli, fatto non insolito nelle società segrete di matrice anticlericale.
Tra i primi adepti della setta c'erano alcuni studenti di Weishaupt come Hertel, Massenhausen, alias Ajax, futuro consigliere a Monaco e che Weishaupt considerava come il suo Pietro, e Merz, alias Tiberius, poi segretario dell'ambasciatore dell'Impero a Copenaghen. Altri adepti di rilievo furono Adolph Franz Friedrich Ludwig von Knigge, alias Philo (1752-1796); Johann Joachim Christoph Bode, alias Aurelius (1730-1793); Franz Xaver von Zwack, alias Cato; Friedrich Nicolai, alias Lucian (1733-1811); il Principe-arcivescovo di Magonza Karl Theodor von Dalberg, alias "Cato von Verulam" (1744-1817); il prof. Westenriedr, alias Pythagoras; il marchese Costanzo di Costanzo, alias Diomedes; il conte Alessandro Savioli-Corbelli (1742-1811), alias Bruto; il Barone von Schroeckenstein, alias Mohammed; il Barone von Meggenhofen, alias Sylla; il Barone F. H. von Bussche, alias Bayard; il Barone Tommaso de Bassus (1742-1815), alias Annibale e il musicista (maestro di Gaetano Donizetti) Johann Simon Mayr (1763-1845), alias Aristotele. Tra gli italiani fu membro in gioventù Giuseppe Mazzoni, che sarà Gran maestro del Grande Oriente d'Italia e l'ideatore della loggia Propaganda massonica.
La maggior parte dei membri appartenevano già ad altre società segrete e ricoprivano posizioni di prestigio nel clero, nella nobiltà, nella magistratura, nell'esercito, in ambito culturale, oppure erano rinomati avvocati. Anche molti personaggi illustri si associarono all'Ordine degli Illuminati, come per esempio il principe Carlo d'Assia-Kassel, alias Aaron (1744-1836), il duca Carlo Augusto di Sassonia-Weimar-Eisenach (1757-1828), il duca Ernst II, sovrano di Sassonia-Gotha, alias Quintus Severus (1745-1804) Johann Wolfgang von Goethe, alias Abaris (1749-1832) e Johann Gottfried Herder, alias Damasus Pontifex (1744-1803). Fin dai primi giorni della fondazione della sua setta, e forse anche prima, Weishaupt aveva compreso il vantaggio che avrebbe ottenuto dal consenso della moltitudine dei frammassoni sparsi in tutto il mondo che contava già diversi milioni di membri.
Dal 1777, Weishaupt venne ammesso a Monaco nella loggia Zur Behutsamkeit. Come Weishaupt anche gli altri membri della setta si infiltrarono velocemente nella rete di logge che alla fine del Settecento si stavano diffondendo un po' in tutta Europa e a queste diedero un forte impulso rivoluzionario. Gli adepti dei gradi intermedi (Cavalieri Scozzesi) erano preposti a deviare e istruire le altre logge. Weishaupt sapeva che i massoni avevano il loro stesso obiettivo, ma si trovavano in posizioni diametralmente opposte: "egli aveva i segreti della frammassoneria, ma i frammassoni non avevano i suoi" (Barruel).

### Le regole
Il 16 luglio 1782, sotto la protezione e la collaborazione del principe Ferdinando duca di Brunswick "Aaron", capo "formale" della massoneria, fu convocata a Wilhelmsbad (Germania) un'assemblea generale di deputati massonici. Il capo degli Illuminati non partecipò di persona, ma inviò il suo braccio destro Knigge, illustre massone e autore del Véritable Illuminé, il codice degli Illuminati.
A sua volta Knigge giudicò più conveniente tenersi in disparte e agire per mezzo del fidato barone Franz Dietrich von Ditfurth, detto "Minos", allora consigliere alla Camera imperiale di Wetzlar.

## Differenze con la massoneria
Secondo la deposizione giuridica del professor Renner durante il processo in Baviera:
Le logge massoniche non contengono per essi, secondo la loro espressione, che gente inetta (der tross von leuten) o il grosso dell'esercito, nel quale si trovano pochissimi uomini che devono stimarsi felici, quando dopo lunghe e dure prove, son giudicati degni d'essere segretamente ammessi nel santuario dell'ordine. Tutti gli altri frammassoni, apprendisti, compagni, e anche maestri, devono contentarsi delle loro vane cerimonie, e restar sotto il giogo, sia perché i loro occhi troppo deboli non sopporterebbero la luce, sia fors'anche perché non si potrebbe far calcolo abbastanza sul loro amore per l'Ordine e sul loro secreto, due cose essenziali agli adepti. Una volta condannati a rimaner in questa oscurità, non vi è più per loro speranza di giungere ai misteri; il che i Superiori esprimono in questi termini: Ex inferno nulla est redemptio.»

## Le implicazioni nella storia
Oltre agli "Illuminati di Baviera", molte società segrete di matrice occulta o legate alle tradizioni esoteriche sono state a volte associate al termine "Illuminati", sia perché ispirate a princìpi analoghi, sia per il comune riferimento alla discesa nell'individuo della "Luce", sinonimo di conoscenza (o Gnosi) e di ampliamento della visione e del quadro percettivo. Tra il Medioevo e l'età moderna si sono a vario titolo autodefiniti "illuminati" i Confratelli dello Spirito Libero, i Rosacroce, gli Alumbrados, gli Illuminés, i Martinisti, i Palladisti.
Dal XIX secolo in poi, tra i teorici del complotto, il termine "Illuminati" è stato associato generalmente a seguaci di società iniziatiche: Skull and Bones, il movimento del Round Table di Cecil Rhodes, Pilgrims Society, Fabian Society, Royal Institute of International Affairs, Council on Foreign Relations, Bohemian Club, il Gruppo Bilderberg, la Commissione Trilaterale, il Club di Roma, la Carnegie Foundation, la Fondazione Rockefeller.
In particolare, sul New York Review of Books (1995), Jacob Heilbrunn identificò una delle fonti della presunta prosecuzione degli “Illuminati” in età moderna o contemporanea nella polemica antisemita del telepredicatore evangelista di destra Pat Robertson. Già negli anni venti del XX secolo Nesta H. Webster utilizzò la medesima teoria del complotto nel suo libro World Revolution: The Plot Against Civilization and Secret Societies and Subversive Movements. La teoria emerge anche nel libro del teorico conservatore statunitense Eustace Mullins Secrets of the Federal Reserve del 1952.

## Nell'arte

### Letteratura
- In Guerra e Pace di Tolstoj (libro terzo, capitolo VII) Pierre Bezuchov, di recente iniziato in Massoneria, tiene un discorso nella loggia pietroburghese, ma viene contestato da parte dell'uditorio e anche dal Gran Maestro, perché nelle sue parole si scorgono "pericolosi concetti degli Illuminati".
- Jordan Maxwell nel suo libro Matrix of Power parla dell'Ordine degli Illuminati come il Nuovo ordine mondiale che si è instaurato a nostra totale insaputa.
- L'Ordine degli Illuminati è citato nel romanzo Angeli e demoni dello scrittore statunitense Dan Brown, in cui un killer usa la scusa di appartenere agli Illuminati per uccidere quattro cardinali della Chiesa cattolica nello stesso modo in cui venivano uccisi gli Illuminati nel medioevo.
- L'Ordine degli Illuminati compare in molti libri di David Icke e nel DVD Libertà o Fascismo dell'autore britannico.
- L'Ordine degli Illuminati appare nella Trilogia degli Illuminati di Robert Anton Wilson e Robert Shea, una serie di romanzi fantastici-umoristici di riferimento per la religione discordiana.
- Adam Kadmon nel suo libro Illuminati. Viaggio nel cuore nero della cospirazione mondiale del 2013 illustra numerose teorie legate al mondo degli Illuminati e alle loro simbologie.

### Cinema e televisione
- Il programma Adam Kadmon Rivelazioni, trasmesso su Italia 1 in prima serata, e la rubrica Le teorie di Adam Kadmon affrontano vari temi di attualità intervallandoli con l'illustrazione di teorie, alcune note altre inedite, dedicate agli Illuminati.
- Un altro ordine di fantasia chiamato Illuminati appare nel film, ispirato al videogioco, Lara Croft: Tomb Raider.
- Nella serie animata Gargoyles - Il risveglio degli eroi, Illuminati è un'organizzazione segreta che vede le proprie radici nel Medioevo e giunge fino all'epoca moderna in parte opponendosi ed in parte aiutando i protagonisti del cartoon.
- Nel film Non aprite quella porta IV (1994), la famiglia del serial killer Leatherface è manipolata da un uomo che pare essere uno dei leader degli "Illuminati".
- Nel cartone Gravity Falls è presente un demone chiamato Bill, che di fatto è un triangolo degli Illuminati, giallo, con un cilindro in testa, un papillon ed è privo di bocca, ma parla illuminandosi. Inoltre ha il potere di evocare mostri e di sparare palle di fuoco dalle mani, mutare forma e possedere corpi grazie al suddetto "patto di fuoco", che consiste nel prendere corpi o possederli. Può quindi manipolare la mente.
- Nel film Angeli e demoni il protagonista, Robert Langdon un professore di simbologia, viene convocato con urgenza dal Vaticano per decifrare il significato di un simbolo recapitato insieme con una lettera minatoria che sembra ricondurre alla setta degli Illuminati.
- Nel film Doctor Strange nel Multiverso della Follia il protagonista viene convocato dinanzi agli Illuminati di un Universo alternativo.
- Nella serie tv animata Inside Job nella seconda stagione si parla degli illuminati che sono i nemici della cognito inc,ma non solo ci sono anche cit nella prima stagione dove Gigi (Luigi) Thompson chiede l'ammissione agli illuminati fallendo. Oltre a questo fatto si parla anche di Ron, l'ex di Reagan Ridley che faceva parte degli illuminati e lì veniva odiato.

### Fumetti
- Illuminati è anche il nome dato a una sorta di congrega massonica all'interno dell'universo immaginario della Marvel Comics. Composta da Freccia Nera, Dottor Strange, Iron Man, Mister Fantastic, Namor e Professor X, è stata fondata con l'intento di decidere occultamente, dietro le quinte, su alcune questioni di particolare importanza per la comunità supereroica e le sue relazioni con il consorzio umano.
- Nel manga Ao no Exorcist, Lucifer (uno dei sette Ba'Al) è a capo di una società segreta denominata gli illuminati.

### Musica
- Tupac Shakur denunciò la teoria complottista riguardante gli Illuminati definendola stupida e pericolosa in quanto minava la fiducia del popolo nell'affrontare i problemi reali. Coniò per questa ragione il termine Killuminati ("Kill-Illuminati") proponendosi di combattere lo sconfortante pensiero di essere controllati e senza alcuna speranza che ormai serpeggiava tra la gente comune. Divenne un'icona dei complottisti i quali ancora oggi sostengono che sia stato ucciso dopo la pubblicazione del suo album dagli Illuminati per via delle sue scomode dichiarazioni.
- ILLUMINATI è una canzone del 1998 della band giapponese MALICE MIZER.
- Illuminati è una canzone del 2002 della band canadese Kataklysm, contenuta nell'album Shadows and Dust.
- Order of the Illuminati è un album speed metal del 2003 del gruppo statunitense Agent Steel.
- Illuminati è una canzone del deejay britannico Fatboy Slim.
- Illuminati è una canzone del cantante reggae Babaman.
- Nell'album No World Order del gruppo metal Gamma Ray, il gruppo cita gli Illuminati come il nuovo ordine mondiale.
- Illuminati è una canzone del gruppo Korn nell'album The Path of Totality del 2011.
- Illuminati è una canzone del 2015 pubblicata da Madonna nell'album Rebel Heart; è un manifesto attraverso il quale la cantante cerca di smentire le voci che la vedrebbero, insieme ad altre celebrità e personaggi politici, come membro della setta degli Illuminati.
- Weishaupt è una canzone del rapper e produttore discografico Salmo (contenuta in "Midnite", album uscito nel 2013 per Tanta Roba)
- Nella canzone Formation della cantante americana Beyonce vengono citati.

## Nell'intrattenimento

### Videogiochi
- Gli Illuminati appaiono come una setta ancora potente nei videogiochi Deus Ex, Deus Ex: Invisible War e Deus Ex: Human Revolution.
- Nel videogioco Mass Effect, Illuminati è un nome con cui vengono chiamati i Prothean, una razza aliena estinta puramente fantastica a cui viene conferito il merito di aver creato, tra le altre cose, i "portali galattici" che permettono lo spostamento rapido da un sistema solare all'altro.
- Nel videogioco MMORPG di FunCom The Secret World gli Illuminati sono una delle fazioni giocabili insieme a Templari e Dragoni.
- Nel videogioco Call of Duty: Black Ops il protagonista della "modalità zombie", Edward Richtofen, è un Illuminato.
- Nel videogioco Street Fighter III e nei successivi upgrade Street Fighter III 2nd Impact: Giant Attack e Street Fighter III 3rd Strike il boss finale è Gill, un personaggio misterioso, dall'aspetto di un semidio metà rosso e metà blu, dotato di poteri del ghiaccio e del fuoco, leader dell'organizzazione denominata appunto Illuminati.
- Nel videogioco Resident Evil 4 i nemici fanno parte di un'antica setta denominata Los Illuminados ("Gli Illuminati") ed hanno come obbiettivo il dominio del mondo.
- Nel videogioco GTA V appaiono molti cartelli/poster riferenti agli illuminati specialmente il personaggio di Lester Crest che pare aver a che fare con gli illuminati.
- Anche nel videogioco Life Is Strange sono presenti riferimenti agli Illuminati, soprattutto nei graffiti della scuola frequentata dalla protagonista.
- Nel videogioco post-apocalittico Enslaved: Odyssey to the West il nemico principale del gioco dimora in una piramide lucente ed il suo obiettivo è soggiogare la popolazione umana tramite controllo mentale veicolato da una simulazione virtuale prebellica.

### Giochi
- Illuminati è un gioco da tavolo della Steve Jackson Games, in cui ogni partecipante gioca il ruolo di un particolare gruppo di Illuminati con lo scopo di dominare il mondo.
- Illuminati: New World Order è un gioco di carte collezionabili, sempre della Steve Jackson Games e derivato dal precedente Illuminati.